# Петровице I
Петровице I (чеш. Petrovice I) је насељено мјесто са административним статусом сеоске општине (чеш. obec) у округу Кутна Хора, у Средњочешком крају, Чешка Република.

## Становништво
Према подацима о броју становника из 2014. године насеље је имало 298 становника.